# Калининградска област
Калининградска област (на руски: Калининградская область; на немски: Oblast Kaliningrad; на полски: Obwód kaliningradzki; на литовски: Kaliningrado sritis) е най-западната област на Руската федерация, влизаща в състава на Северозападния федерален окръг. Тя представлява малък териториален полуексклав, тъй като не граничи с останалите региони на Русия. Заема площ от 13 614 km² (15 125 km² заедно с Калининградския и Куршкия заливи, 77-о в Руската Федерация, 0,09% от нейната територия). Населението е 976 569 души (1 януари 2016). Административен център град Калининград. Разстояние от Москва до Калининград 1289 km.

## Историческа справка
Областта е създадена на 7 април 1946 г. като Кьонигсбергска област и влиза в състава на РСФСР, но през същата година е преименувана на Калининградска област по името на своя областен център Калининград.

## География
Калининградска област е разположена в крайната западна част на Европейска Русия, като от основната част на страната я делят териториите на Беларус и Литва. Тук се намира най-западната точка на Русия (19°38′ и.д.). На север и изток граничи с Литва, на юг – с Полша, а на запад и северозапад се мие от водите на Балтийско море. В тези си граници заема площ от 15 125 km², 77-о в Руската Федерация, 0,09% от нейната територия).
Областта заема част от югоизточното крайбрежие на Балтийско море, образуващо по бреговете ѝ Куршкия и Калининградски заливи. Преобладава слабохълмист низинен релеф, като отделни участъци са под морското равнище, т.нар. полдери (Долнонеманската и Полеската низини). На югоизток в пределите на областта попадат части от Балтийското възвишение (височина до 231 m), включващо по-малките Виштинецко и Вармийско възвишения. По крайбрежието се простират обширни пясъчни плажове, а по Куршката и Балтийска коси е развит дюнен релеф (височина на дюните до 60 m).
В областта има находища на каменна сол, кафяви въглища, глина, строителни материали, торф.
Климатът на Калининградска област е преходен от морски към умереноконтинентален. Зимата е мека, а лятото умерено топло. Средна януарска температура от -2,6 до -4,8 °C, средна юлска температура от 15 до 17 °C. Годишна сума на валежите 650 – 700 mm с максимум през топлия период. Вегетационен период с денонощни температури над 5 °C 155 – 180 дни.
Около 12% от територията на Калининградска област са вътрешни водни басейни. Има 4620 реки (с дължина над 1 km) с обща дължина 12 859 km и всички те се отнасят към водосборните басейни на реките Неман и Преголя, вливащи се в Балтийско море. Други по-големи реки са Шешупе (ляв приток на Неман) и Лава (ляв приток на Преголя). Много от реките в областта са шлюзовани, урегулирани и плавателни. Подхранването им е смесено: снежно (40%), дъждовно (35%). Водният им режим се характеризира с пролетно пълноводие, лятно-есенно маловодие, прекъсвано от епизодични прииждания в резултат от поройни дъждове и ясно изразено зимно маловодие. Замръзват само при сурови зими. В областта има над 3750 езера и изкуствени водоеми с обща площ от 63 km2, в т.ч около 300 езера с площ над 10 дка. Голяма част от езерата са с ледников произход, а по долините на реките има крайречни езера. Най-голямото естествено езеро е Виштинецкото (17,8 km2), разположено на границата с Литва. Блатата и заблатените земи заемат 2,05% от територията на областта – 310 km2, като най-голямата блатна система е блатото Целау.
Горите заемат 15% от територията на Калининградска област и са представени от смърч, бор, дъб, бреза, липа, габър, ела. Около 1/3 са ливади и пасища.

## Население
Населението на областта към 2010 г. е със следния етнически състав:
- руснаци – 772 534 души (86,4%)
- украинци – 32 771 души (3,7%)
- беларуси – 32 497души (3,6%)
- литовци – 9769 души (1,1%)
- арменци – 9226 души (1,1%)
- германци – 7349 души (0,8%)
- татари – 4534 души (0,5%)
- други – 25 172 (2,8%)

## Административно-териториално деление
В административно-териториално отношение Калининградска област се дели на 7 областни градски окръга, 15 муниципални района, 22 града, в т.ч. 6 града с областно подчинение (Калининград, Ладушкин, Мамоново, Пионерски, Светли и Советск, 16 града с районно подчинение и 4 селища от градски тип.
| Карта на Калининградска област | Административно-териториално деление                          |
| ------------------------------ | ------------------------------------------------------------- |
| Калининградска област          | Административно-териториално деление на Калининградска област |

| Административна единица | Площ (km2) | Население (2017 г.) | Административен център | Население (2017 г.) | Разстояние до Калининград (в km) | Други градове и сгт с районно подчинение |
| ----------------------- | ---------- | ------------------- | ---------------------- | ------------------- | -------------------------------- | ---------------------------------------- |
| Областни градски окръзи |            |                     |                        |                     |                                  |                                          |
| 1. Калининград          | 223        | 467 289             | гр. Калининград        | 467 289             |                                  |                                          |
| 2. Ладушкин             | 28         | 4088                | гр. Ладушкин           | 4088                | 48                               |                                          |
| 3. Мамоново             | 106        | 8247                | гр. Мамоново           | 8247                | 48                               |                                          |
| 4. Пионерски            | 8          | 11 352              | гр. Пионерски          | 11 352              | 36                               |                                          |
| 5. Светли               | 80         | 29 049              | гр. Светли             | 29 049              | 27                               |                                          |
| 6. Советск              | 44         | 40 486              | гр. Советск            | 40 486              | 120                              |                                          |
| 7. Янтарни              | 19         | 6438                | сгт Янтарни            | 6438                | 19                               |                                          |
| Муниципални райони      |            |                     |                        |                     |                                  |                                          |
| 8. Багратионовски       | 1015       | 33 101              | гр. Багратионовск      | 6317                | 37                               |                                          |
| 9. Балтийски            | 101        | 36 553              | гр. Балтийск           | 33 181              | 33                               | гр. Приморск                             |
| 10. Гвардейски          | 784        | 29 231              | гр. Гвардейск          | 13 186              | 40                               |                                          |
| 11. Гуревски            | 1284       | 64 676              | гр. Гуревск            | 13 078              | 7                                |                                          |
| 12. Гусевски            | 643        | 37 557              | гр. Гусев              | 28 257              | 115                              |                                          |
| 13. Зеленоградски       | 2016       | 34 145              | гр. Зеленоградск       | 14 308              | 34                               |                                          |
| 14. Краснознаменски     | 1280       | 12 196              | гр. Краснознаменск     | 3237                | 163                              |                                          |
| 15. Немански            | 698        | 19 075              | гр. Неман              | 10 931              | 130                              |                                          |
| 16. Нестеровски         | 1061       | 15 336              | гр. Нестеров           | 4086                | 140                              |                                          |
| 17. Озьорски            | 877        | 14 051              | гр. Озьорск            | 4108                | 120                              |                                          |
| 18. Полески             | 834        | 18 461              | гр. Полеск             | 7041                | 49                               |                                          |
| 19. Правдински          | 1284       | 19 334              | гр. Правдинск          | 4171                | 53                               | Железнодорожни                           |
| 20. Светлогорски        | 33         | 17 158              | гр. Светлогорск        | 13 030              | 39                               | Донское, Приморие                        |
| 21. Славски             | 1349       | 20 274              | гр. Славск             | 4145                | 105                              |                                          |
| 22. Черняховски         | 1286       | 47 532              | гр. Черняховск         | 36 423              | 89                               |                                          |

От 1 януари 2017 г. има ново административно-териториално деление на Калининградска област, което включва 19 градски окръга и 3 муниципални района.

## Селско стопанство
Отглеждат се зърнени култури (зимна пшеница, ръж и ечемик); картофи, зеленчуци, фуражни и технически култури (рапица). Отглеждат се също едър рогат добитък, свине, птици, коне.
| хиляди хектара | 369 | 416,3 | 349,6 | 262,1 | 217,9 | 148,1 | 245,5 |